# Störungen des Kynureninstoffwechsels
Eine Störung des Kynureninstoffwechsels kann entweder die Ursache oder die Folge von veränderten Stoffwechselvorgängen im menschlichen Körper sein. Betroffen sind dabei meist Funktionen des Gehirns und des zentralen Nervensystems, aber auch andere Organsysteme können involviert sein.

## Ursachen
Eine Störung des Kynureninstoffwechsels an verschiedenen Stoffwechselschritten ist für zahlreiche Erkrankungen beschrieben und besitzt beim Menschen eine klinische Relevanz. Typischerweise kommt es aufgrund Zytokin-induzierter Veränderungen im Tryptophan/Kynurenin-Stoffwechsel zu einer Anhäufung (Akkumulation) jenes Stoffwechselprodukts, das im vorangegangenen Stoffwechselschritt erzeugt wurde und dem defekten bzw. dysregulierten Enzym eigentlich als Substrat dienen sollte. Je nach betroffenem Enzym sammeln sich somit  jeweils andere Stoffwechselprodukte an. Von besonderer Bedeutung ist eine Akkumulation von Xanthurensäure, Chinolinsäure, Kynurenin, Kynureninsäure und Anthranilsäure. Eine verminderte enzymatische Aktivität der Kynurenin-3-Monooxygenase (KMO-Mangel) führt typischerweise zu einer Anhäufung (Kumulation) von Kynurenin und einer Verschiebung des Tryptophanstoffwechsels hin zu Kynurensäure, Anthranilsäure und deren weiteren Stoffwechselprodukten. Da die Leistungsfähigkeit einiger der Enzyme auf dem Stoffwechselweg von Tryptophan über Kynurenin hin zur Nicotinsäure von Vitamin B6 abhängig sind, kann auch ein Vitamin B6-Mangel in manchen Fällen zu einer Menge des ausgeschiedenen Kynurenins im Harn führen. Eine Folge der Dysregulation des Tryptophan-Kynureninstoffwechsels ist die vermehrte Bildung von Kynureninsäure. die wiederum eine Inhibition der Glutamat- und Dopaminfreisetzung im synaptischen Spalt zur Folge hat.

### Primäre Störung des Kynureninstoffwechsels
Zu primären Störungen des Kynureninstoffwechsels kann es durch einen genetischen Defekt kommen, der die Funktion eines Enzyms (z. B. Kynurenin-3-Monooxygenase) auf dem Stoffwechselweg von Tryptophan über Kynurenin hin zu Nicotinamid verändert. Dies führt in der Regel zu diffusen neuropsychiatrischen Symptomen, kognitiven Beeinträchtigungen und/oder Schäden an peripheren Organsystemen. Die konkrete Symptomatik hängt davon ab, welcher Stoffwechselschritt auf dem Stoffwechselweg des Kynurenin primär beeinträchtigt ist.

### Sekundäre Störungen des Kynureninstoffwechsels
Sekundäre Störungen des Kynureninstoffwechsels sind in der Regel immunologisch begründet, insbesondere durch das Einwirken von Indolamin-2,3-Dioxygenase (IDO) und Tryptophan-2,3-Dioxygenase (TDO) auf die Enzyme des Kynureninstoffwechsels, z. B. im Rahmen eines entzündlichen Geschehens. Abweichungen des Kynureninstoffwechsels sind beim Menschen mit verschiedenen pathologischen Veränderungen assoziiert:

## Hyperkynureninurie
Die so genannte Hyperkynureninurie  ist eine extrem seltene Erkrankung des Kynureninstoffwechsels, bei der die Betroffenen stark erhöhte Mengen an Kynurenin, 3-Hydroxykunurenin und Xanthurensäure im Urin ausscheiden. Dies geschieht aufgrund eines genetischen Defekts, der das Fehlen des Enzyms Kynurerninase zur Folge hat. Hierdurch kann der Körper Tryptophan über den Stoffwechselweg des Kynurenin nicht mehr genügend in Nicotinamid umbauen, woraus sich Mangelzustände mit Muskelschwäche, Bluthochdruck, psychomotorischer Entwicklungsstörung, Taubheit, Stereotypien und Enzephalopathien ergeben. Behandlungen mit Vitamin B6 und Pyridoxalphosphat sind beschrieben.

## Kynurenin/Tryptophan-Ratio (Quotient)
Relative Erhöhungen des Kynurenins (Kynurenin/Tryptophan-Ratio) sind bei zahlreichen entzündlichen (z. B. Rheumatoide Arthritis), infektiösen (z. B. HIV/AIDS), neuropsychiatrischen und malignen Erkrankungen bekannt und gelten als Indikator für eine Aktivierung bestimmter Aspekte des Immunsystems, vor allem des so genannten angeborenen  Immunsystems. Die Kynurenin/Tryptophan-Ratio hat sich in der medizinischen Forschung als Marker für die Aktivität der Indolamin-2,3-Dioxygenase (IDO) etabliert. Auch die Menge von Neopterin im Körper korreliert stark mit dem Kynureninstoffwechsel.